# ARN polimerasa dependiente de ARN

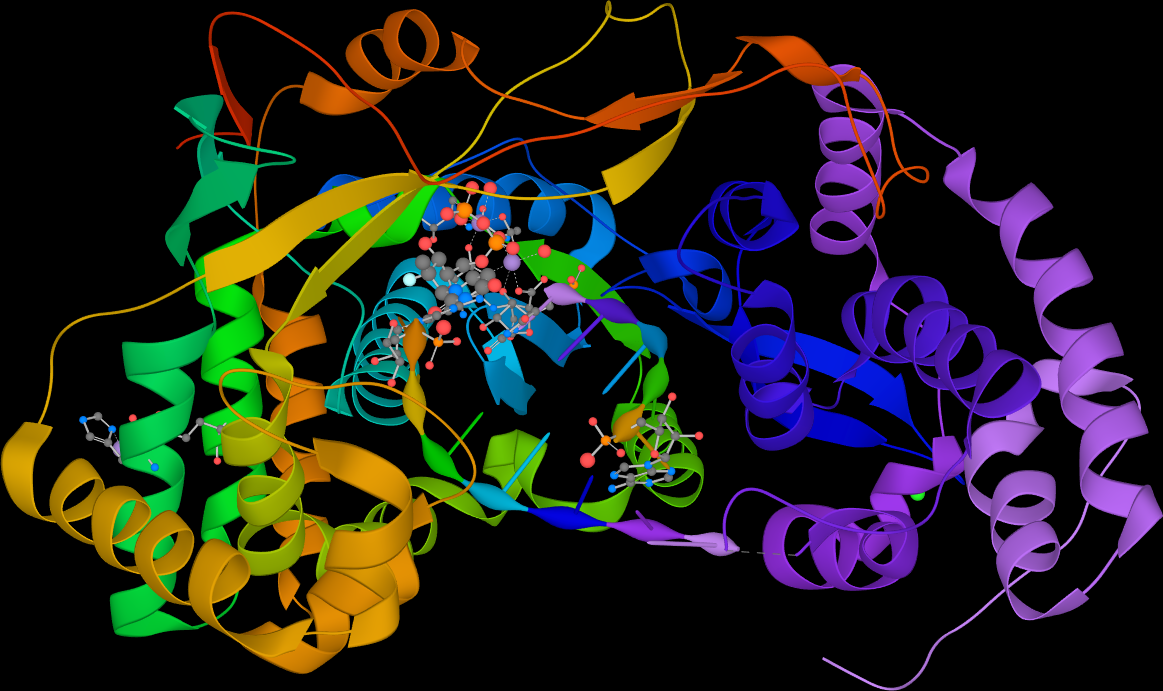
ARN polimerasa dependiente de ARN viral.

La ARN polimerasa dependiente de ARN o ARN replicasa abreviada como RdRP es una enzima propia de los virus de ARN que cataliza la replicación del ARN a partir de una plantilla de ARN. Específicamente, cataliza la síntesis de la hebra de ARN complementaria a una plantilla de ARN determinada. Esto contrasta con las típicas ARN polimerasas dependientes de ADN, que todos los organismos celulares utilizan para catalizar la transcripción de ARN a partir de una plantilla de ADN. La enzima está presente en todos los virus de ARN y algunos organismos celulares infectados por virus de ARN.

## Historia
Las RdRPs se descubrieron en la década de 1960 a partir de estudios sobre el Mengovirus y el virus de la polimielitis cuando se observó que estos virus no fueron sensibles a la actinomicina D, un fármaco que inhibe la síntesis de ARN celular catalizada por ADN. Esta falta de sensibilidad sugirió que existe una enzima específica del virus que podría copiar ARN de una plantilla de ARN y no de una plantilla de ADN.

## Descripción

### Replicación
Las RdRPs catalizan la síntesis de la hebra de ARN complementaria a una plantilla de ARN determinada. El proceso de replicación del ARN es un mecanismo de dos pasos. En primer lugar, el paso de inicio de la síntesis de ARN comienza en o cerca del extremo 3 'de la plantilla de ARN por medio de un cebador independiente (de novo), o un mecanismo dependiente del cebador que utiliza un cebador vinculado al genoma de la proteína viral (VPg). La iniciación de novo consiste en la adición de un nucleósido de trifosfato (NTP) al 3'-OH del primer NTP iniciador. Durante la siguiente fase denominada de elongación, esta reacción de transferencia de nucleotidilo se repite con los NTP posteriores para generar el producto de ARN complementario.

### Estructura

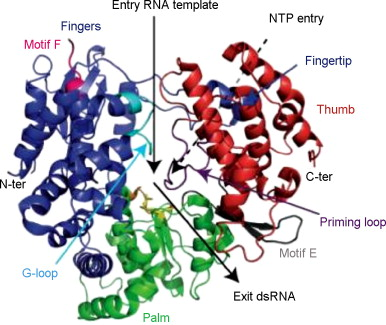
Estructura de la enzima.

Las ARN polimerasas dependientes de ARN, junto con muchas polimerasas dirigidas por ADN de subunidad única, emplean un pliegue cuya organización se ha comparado con la forma de una mano derecha con tres subdominios denominados dedos, palma y pulgar. Solo el subdominio de la palma, compuesto por una hoja beta antiparalela de cuatro hebras con dos hélices alfa, está bien conservado entre todas estas enzimas. En la RdRP, el subdominio de la palma comprende tres motivos bien conservados (A, B y C). El motivo A (Dx (4,5) -D) y el motivo C (GDD) están puestos espacialmente; los residuos de ácido aspártico de estos motivos están implicados en la unión de Mg 2+ y / o Mn 2+. El residuo del motivo B está involucrado en la selección de trifosfatos de ribonucleósidos sobre dNTP y por tanto, determina si se sintetiza ARN en lugar de ADN. Se conservan la organización del dominio y la estructura 3D del centro catalítico de una amplia gama de RdRP, incluso aquellos con una homología de secuencia generalmente baja. El centro catalítico está formado por varios motivos que contienen varios residuos de aminoácidos conservados.

### Recombinación
En los poliovirus que son virus de ARN monocatenario positivo, la recombinación parece ocurrir por un mecanismo de elección de copia en el que RdRP cambia las plantillas de ARN monocatenario positivo durante la síntesis de la hebra negativa. La frecuencia de recombinación está determinada en parte por la fidelidad de replicación de la RdRP. Las variantes de RdRP con alta fidelidad de replicación muestran una recombinación reducida, y las RdRps de baja fidelidad exhiben una mayor recombinación.  La recombinación por el cambio de hebra de RdRP también ocurre con frecuencia durante la replicación en los fitovirus de ARN monocatenario positivo carmovirus y tombusvirus.

### Complementación intragénica
Los virus de la familia Paramyxoviridae son virus de ARN monocatenario negativo con genoma lineales y no segmentados. La RdRP viral de estos virus consta de dos subunidades codificadas por virus, una P más pequeña y una L más grande. Cuando se probaron diferentes mutantes RdRP inactivos con defectos en toda la longitud de la subunidad L en combinaciones de pares, se observó restauración de la síntesis del ARN viral en algunos casos de combinaciones. Esta interacción LL positiva se conoce como complementación intragénica e indica que la proteína L es un oligómero en el complejo de la ARN polimerasa viral.

### Interferencia de ARN
El uso de la ARN polimerasa dependiente de ARN juega un papel importante en la interferencia de ARN durante la infección a eucariotas, un proceso utilizado para silenciar la expresión génica a través de pequeños ARN interferentes (ARNip) que se unen al ARNm volviéndolos inactivos. La RdRp se activa en presencia de ARN bicatenario, sin embargo, esta función solo está presente en un subconjunto selecto de eucariotas, incluyendo Caenorhabditis elegans, Paramecium tetraurelia y plantas. Esta presencia de ARN bicatenario desencadena la activación de los procesos RdRp y ARNi al cebar el inicio de la transcripción del ARN mediante la introducción de ARNsi en el sistema. En Caenorhabditis elegans, Paramecium tetraurelia y plantas, los ARNip se integran en el complejo de silenciamiento inducido por ARN, RISC, que trabaja junto con los ARNm dirigidos a la interferencia para reclutar más RdRps para sintetizar más ARNip secundarios y reprimir la expresión génica.

## Terapias farmacológicas
Las ARN polimerasa dependiente de ARN pueden usarse como dianas farmacológicas para virus de ARN ya que su función viral no es necesaria para la supervivencia celular. Al inhibir la función de la ARN polimerasa dependiente de ARN, los ARN virales no se pueden replicar a partir de una hebra de plantilla de ARN; sin embargo, la ARN polimerasa dependiente de ADN seguirá siendo funcional. Actualmente existen medicamentos antivirales contra la hepatitis C y la COVID-19 que se dirigen específicamente a la RdRP. Estos incluyen sofosbuvir y ribavirina contra la hepatitis C y remdesivir, el único fármaco aprobado por la FDA contra la COVID-19.
El trifosfato GS-441524 es un sustrato para la RdRp, pero no polimerasas de mamíferos. Da como resultado la terminación prematura de la cadena y la inhibición de la replicación viral. El trifosfato GS-441524 es la forma biológicamente activa del profármaco de fosfato remdesivir. La remdesivir se clasifica como un análogo de nucleótidos en el que actúa para inhibir la función de la RdRp uniéndose covalentemente e interrumpiendo la terminación del ARN naciente a través de la terminación temprana o retardada o previniendo una mayor elongación del polinucleótido de ARN. Esta terminación temprana conduce a un ARN no funcional que se degradará a través de los procesos celulares normales.

## Origen e importancia evolutiva

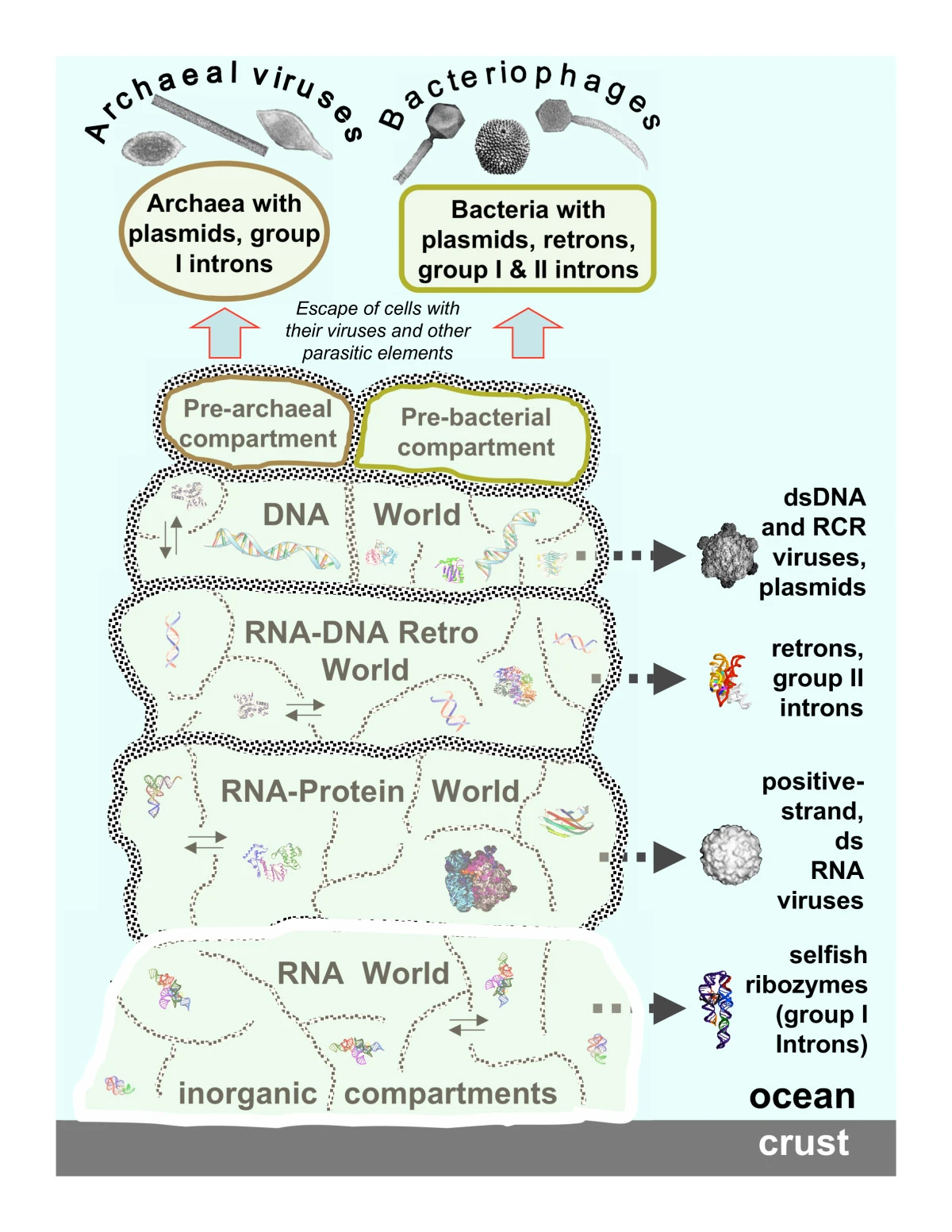
Transiciones del mundo de ARN incluyendo los virus.

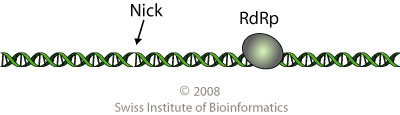
Virus de la familia Endornaviridae. Los virus de esta familia consisten en una RdRP unida a una cadena de ARN.

Las RdRPs son las únicas enzimas proteicas capaces de transcribir exclusivamente ARN por lo que se ha postulado que las RdRPs pudieron ser las primeras enzimas proteicas que aparecieron en la Tierra y que posteriormente dieron origen a las enzimas que transcriben ADN. Según esta propuesta las RdRPs serían reliquias vivas del mundo de ARN al igual que las ribozimas, aunque las RdRP se derivarían de las ribozimas. Las RdRPs se englobarían en la segunda etapa del mundo de ARN denominada mundo de ARN + proteínas junto con los ribosomas que sintetizan ARN y proteínas. La enzima es universal de los virus de ARN y permite estudiar toda la evolución de los virus de ARN y sus relaciones de parentesco. Por tanto el origen de los virus de ARN es inseparable del origen de las RdRPs. Esto sugiere que los virus de ARN especialmente los virus de ARN procariotas se originaron en los tiempos precelulares y que probablemente fueron parte del viroma de las primeras formas de vida. Posteriormente los virus de ARN procariotas darían lugar a todos los virus de ARN que infectan actualmente eucariotas. La taxonomía del Comité Internacional de Taxonomía de Virus para los virus de ARN está basada en análisis filogenéticos de la secuencia de la RdRP.
Las RdRPs son estructuralmente similares a las transcriptasas inversas y las telomerasas, sin embargo las similitudes pueden ser una plesiomorfía por su carácter ancestral. Análisis filogenéticos de las polimerasas virales y celulares han sugerido que las telomerasas exclusiva de los eucariotas se derivan de las RdRPs cuando se produjeron las primeras infecciones por virus de ARN en eucariotas. Las RdRPs también están presentes en algunos eucariotas que según los análisis filogenéticos fueron heredadas de los virus de ARN por infección viral. En los tiempos precelulares se sugirió que las RdRPs precedieron a las transcriptasas inversas que serían las primeras enzimas en convertir el ARN en ADN dando origen últimamente a las restantes polimerasas como las ADN polimerasas. De esta manera las transcriptasas inversas y los elementos genómicos procariotas que codifican transcriptasas inversas serían los "inventores del ADN".